# Haruo Akimoto
Haruo Akimoto (jap. 秋元波留夫 Akimoto Haruo; ur. 29 stycznia 1906 w Matsumoto, zm. 25 kwietnia 2007) – japoński lekarz neurolog i psychiatra, przewodniczący Japońskiego Towarzystwa Psychiatrii i Neurologii. Ukończył Szkołę Medyczną Uniwersytetu Tokijskiego w 1929 roku. Był wykładowcą na Uniwersytecie Hokkaido, potem na Uniwersytecie Tokijskim, a następnie profesorem na Uniwersytecie Kanazawa. W 1958 otrzymał katedrę psychiatrii na Uniwersytecie Tokijskim, w 1966 roku przeszedł na emeryturę. Kierownik Narodowego Centrum Neurologii i Psychiatrii, a potem kierownik Metropolitalnego Szpitala Matsuzawa w Tokio.
Był autorem licznych artykułów i monografii, pozostał aktywny naukowo także po ukończeniu 100 lat.

## Wybrane prace
- Epilepsy and schizophrenia. Tozai Igaku 7: 192–200 (1940)
- Epilepsy research and John Hughlings Jackson. J. Jpn. Epilepsy Society 7: 1–12 (1989)
- What I learnt from studying epilepsy: Epileptology and myself[1]. (2004)